# Abbaye de Sclerder
L'abbaye de Sclerder (« Sclerder Abbey » en anglais) est un monastère catholique située entre Looe et Polperro sur la côte sud de Cornouailles en Angleterre.

## Histoire
Le monastère, fondé par l'Ordre des Frères mineurs, est construit dans les années 1840. Par la suite, c'est la branche féminine des Clarisses qui l'occupe, avant de céder la place à des Carmélites cloîtrées.
La famille Trelawny est liée à l'histoire de l'abbaye, notamment Letitia Trelawny, Mary Harding et Lewis Harding qui y sont enterrés.
Depuis 2014 l'abbaye est occupée par le Chemin Neuf, une communauté catholique à vocation œcuménique. Le Chemin Neuf développe notamment des actions d'écologie et de formation à l'écologie dans l'abbaye, avec un travail centré sur la permaculture.

Armoiries du diocèse de Plymouth.